# William Seiling
William Bernard Seiling (ur. 28 maja 1864 w Saint Louis, zm. 5 stycznia 1951 tamże) – amerykański przeciągacz liny i strongman, srebrny medalista igrzysk olimpijskich.
Seiling był zawodnikiem klubu Southwest Turnverein z Saint Louis, który podczas igrzysk olimpijskich 1904 wystawił dwie pięcioosobowe drużyny w przeciąganiu liny. Jako reprezentant zespołu pierwszego zdobył srebrny medal po zwycięstwie w finałowym pojedynku z drugim zespołem klubu z Saint Louis. Był także strongmanem. Od 1895 do 1905 był niepokonany w lokalnych konkursach podnoszenia beczek z piwem. Po zakończeniu kariery sportowej z powodzeniem radził sobie jako właściciel sklepu meblowego w rodzinnym mieście.